# Alexander Wiktorowitsch Ilitschewski

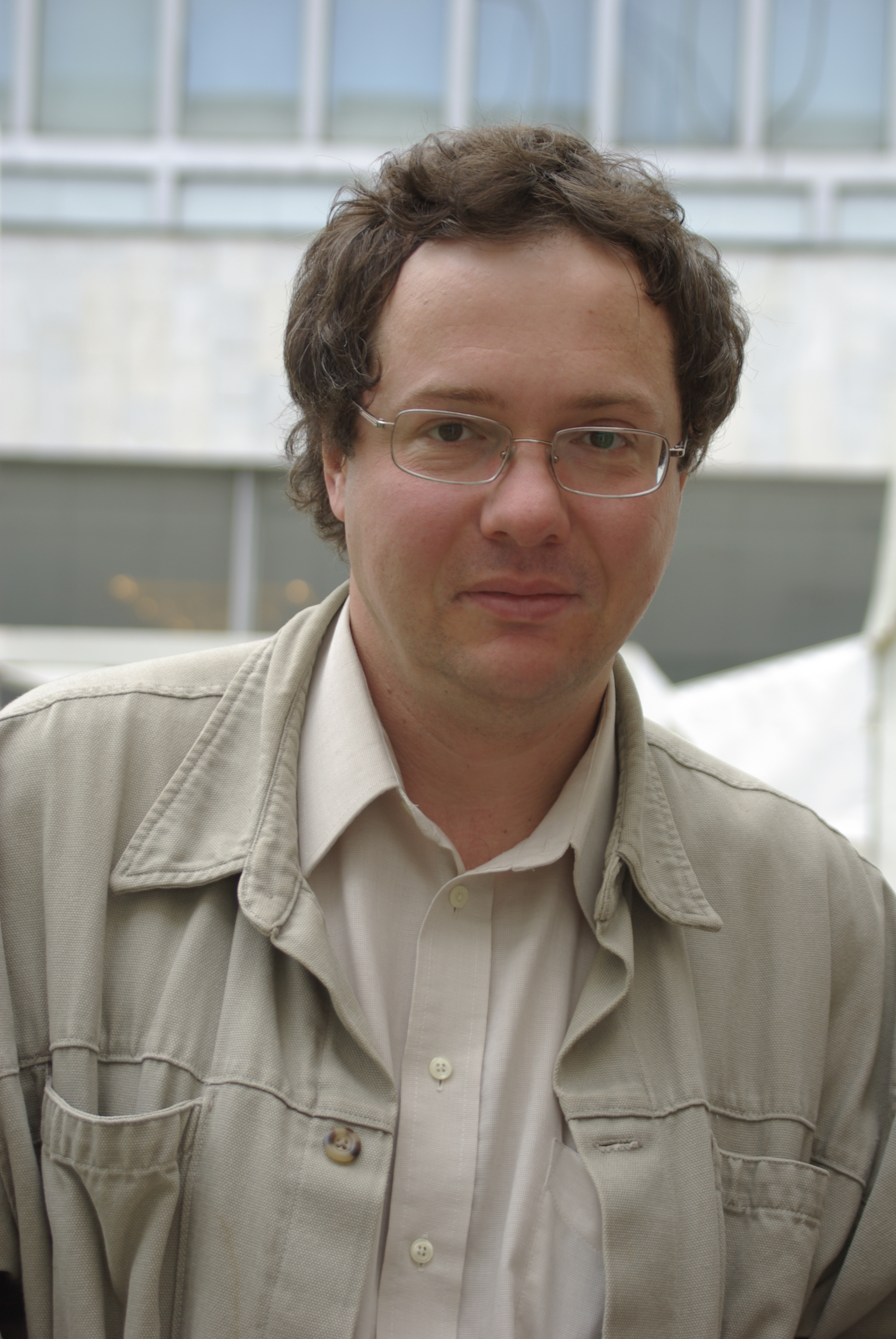
Alexander Wiktorowitsch Ilitschewski, 2010

Alexander Wiktorowitsch Ilitschewski (russisch Александр Викторович Иличевский; * 25. November 1970  in Sumqayıt, damals Aserbaidschanische Sozialistische Sowjetrepublik) ist ein russischer Schriftsteller.

## Leben
Ilitschewski besuchte in der Zeit von 1985 bis 1987 die der Moskauer Lomonossow-Universität angeschlossene Physikalisch-Mathematische Kolmogorowschule. Nach dem Abschluss seiner Studien an der Physikalischen Fakultät der Lomonossow-Universität 1993 lehrte er am Moskauer Physikalisch-Technischen Institut speziell das Fach Theoretische Physik. Ilitschewski arbeitete wissenschaftlich in Israel und Kalifornien, wohin er in den 1990er Jahren ausgewandert war. Im Anschluss an eine Reise nach Amsterdam kehrte er 1998 nach Baku (Aserbaidschan) zurück. Seit 2013 lebt Ilitschewski in Tel Aviv, nach Israel war auch seine Urgroßmutter ausgewandert, sie lebte in Jerusalem.
Seit den 1990er Jahren veröffentlichte Ilitschewski eine Reihe von Romanen, die sich zum Teil mit den Verhältnissen im Russland dieser Zeit befassen. Er veröffentlicht regelmäßig Beitrage in russischen Zeitschriften wie Nowy Mir, Oktjabr, Ural, Kommentarni und Sojus Pisatelej. Des Weiteren ist er Autor im russischen populärwissenschaftlichen Portal Technologija-ZOO.
Ilitschewski veröffentlichte des Weiteren Kurzgeschichten über seine Reisen.
Im März 2022 gehörte Ilitschewski zu den Unterzeichnern eines Appells russischsprachiger Schriftsteller an alle Russisch sprechenden Menschen, innerhalb Russlands die Wahrheit über den Krieg in der Ukraine zu verbreiten.

## Preise und Auszeichnungen
- 2005: Erster Platz in der Kategorie Poesie beim Literaturwettbewerb Dwarim
- 2005: Preisträger des Nowi Mir-Preises
- 2007: Russischer Booker-Preis für Matiss
- 2010: Bolschaja Kniga Preis für Pers
- 2011: Endausscheidung für den Literaturpreis Jasnaja Poljana für Pers
- 2015: Prix Russophonie für die französische Übersetzung des Romans Pers [Le Persan].
- 2020: Bolschaja Kniga Preis für Chertezh Newtona

## Veröffentlichungen

### Prosa
- 1996: Slutschaj.
- 1998: Solara. Roman.
- 2000: Dom w meschtschere. Komentarii, Moskau/St. Petersburg.
- 2005: Aj-Petri: nagornij rasskas, Roman. Verlag Wremja, Moskau, ISBN 978-5-9691-0270-5.
- 2006: Matiss. Roman. Verlag Wremja, Moskau, ISBN 5-9691-0257-1.
  - Matisse. Aus dem Russischen übersetzt von Valerie Engler und Friederike Meltendorf. Matthes & Seitz, Berlin 2015, ISBN 978-3-95757-003-1.
- 2008: Mister Neft. Drug. Roman. Verlag Wremja, Moskau, ISBN 978-5-9691-0339-9.
- 2009: Pers. Roman; Neuauflage 2012. Verlag Astrel, Moskau, ISBN 978-5-2714-1043-7.
  - Der Perser. Roman. Aus dem Russischen übersetzt von Andreas Tretner. Suhrkamp, Berlin 2016, ISBN 978-3-518-42499-5.
- 2011: Matematik. Roman. Verlag Astrel, Moskau, ISBN 978-5-17-073725-3.
- 2012: Anarchisty. Roman. Verlag Astrel, Moskau, ISBN 978-5-2714-0399-6.
- 2012: Gorod zakata: Progulka po stjenije (Travelog). Verlag Astrel, Moskau, ISBN 978-5-2714-4516-3.
  - Jerusalem. Stadt der untergehenden Sonne. Aus dem Russischen übersetzt von Jennie Seitz und Friederike Meltendorf. Matthes & Seitz, Berlin 2017, ISBN 978-3-957574-65-7.
- 2013: Soldaty Apšeronskogo polka. Matiss, Pers, Matematik, Anarchisty. Verlag Astrel, Moskau, ISBN 978-5-17-077785-3.
- 2013: Orfiki. Roman, Verlag Astrel, Moskau, ISBN 978-5-17-077727-3.
- 2015: Sprava nalevo. Kurzgeschichten und Essais, Verlag Astrel, Moskau, ISBN 978-5-17-088621-0.

### Gedichte
- 2005: Butilka klejna.